# Championnat d'Italie de football de deuxième division 1965-1966
Navigation
Édition précédente Édition suivante
La saison 1965-1966 de Serie B, organisée par la Lega Calcio pour la vingtième fois, est la 34e édition du championnat de deuxième division en Italie. Les trois premiers sont promus directement en Serie A et les trois derniers sont relégués en Serie C.
À l'issue de la saison, Venise termine à la première place et monte en Serie A 1966-1967 (1re division), accompagné par le vice-champion, Lecco, et le troisième Mantoue.

## Compétition
La victoire est à deux points, un match nul à 1 point.

### Classement
| Rang | Équipe        | Pts | J  | G  | N  | P  | Bp | Bc | Diff |
| ---- | ------------- | --- | -- | -- | -- | -- | -- | -- | ---- |
| 1    | Venise        | 49  | 38 | 18 | 13 | 7  | 53 | 34 | +19  |
| 2    | Lecco         | 48  | 38 | 17 | 14 | 7  | 43 | 26 | +17  |
| 3    | Mantoue R     | 46  | 38 | 14 | 18 | 6  | 45 | 26 | +19  |
| 4    | Reggina P     | 45  | 38 | 16 | 13 | 9  | 46 | 32 | +14  |
| 5    | Genoa R       | 44  | 38 | 15 | 14 | 9  | 44 | 35 | +9   |
| 6    | Hellas Vérone | 40  | 38 | 11 | 18 | 9  | 35 | 32 | +3   |
| 7    | Livourne      | 38  | 38 | 12 | 4  | 12 | 33 | 32 | +1   |
| 8    | Messine R     | 38  | 38 | 9  | 20 | 9  | 27 | 29 | -2   |
| 9    | Padoue        | 37  | 38 | 13 | 11 | 14 | 45 | 42 | +3   |
| 10   | Catanzaro     | 36  | 38 | 10 | 16 | 12 | 38 | 40 | -2   |
| 11   | Potenza       | 36  | 38 | 13 | 10 | 15 | 37 | 40 | -3   |
| 12   | Novare P      | 36  | 38 | 8  | 20 | 10 | 31 | 42 | -11  |
| 13   | Modène        | 35  | 38 | 6  | 23 | 9  | 32 | 32 | 0    |
| 14   | Alexandrie    | 35  | 38 | 10 | 15 | 13 | 27 | 37 | -10  |
| 15   | Palerme       | 34  | 38 | 9  | 16 | 13 | 34 | 34 | 0    |
| 16   | Reggiana      | 34  | 38 | 9  | 16 | 13 | 32 | 39 | -7   |
| 17   | Pise P        | 34  | 38 | 12 | 10 | 16 | 30 | 38 | -8   |
| 18   | Pro Patria    | 33  | 38 | 10 | 13 | 15 | 38 | 50 | -12  |
| 19   | Monza         | 32  | 38 | 12 | 8  | 18 | 32 | 45 | -13  |
| 20   | Trani         | 30  | 38 | 6  | 18 | 14 | 31 | 48 | -17  |

|  | Promotion en Serie A                        |
|  | Relégation en Serie C                       |
|  | P : Promu de Serie C R : Relégué de Serie A |